# Mery Vaca
Mery Vaca Villa (El Puente, Bolivia; 1973) es una periodista boliviana que ocupó el alto cargo de directora del periódico paceño Página Siete durante casi dos años desde el 1 de julio de 2021 hasta el 29 de junio de 2023, luego de asumir el mando de dicho diario de circulación nacional en reemplazo de la periodista Isabel Mercado (2016-2021).

## Biografía
Mery Vaca nació el año 1973 en una pequeña comunidad de Paicho que pertenece actualmente al municipio de El Puente ubicado en la provincia de Méndez en el departamento de Tarija. Creció dentro de una familia humilde del área rural pues sus padres fueron solamente unos campesinos agricultores tarijeños que no tuvieron acceso a estudios. Sin embargo mandaron a todas sus hijas a estudiar a la universidad y entre ellas se encontraba Mery Vaca.
A principios de la década de 1990 Mery se trasladó a vivir a la ciudad de Sucre en donde comenzó a estudiar la carrera de comunicación social en la Universidad San Francisco Xavier de Chuquisaca donde años después se graduó como periodista de profesión. Realizó estudios de posgrado obteniendo una maestría en Comunicación Periodística, Institucional, Empresarial por la Universidad Complutense de Madrid (dictada en la ciudad de La Paz) y un  Doctorado Multidisciplinario en Política, Sociedad y Cultura del CIDES-UMSA.
Comenzó su vida laboral en la ciudad de La Paz en 1997 trabajando como redactora y editora del periódico paceño "La Razón" siendo tiempo después ascendida al cargo de jefa de noticias de La Razón. Estuvo trabajando en dicho diario de circulación nacional durante una larga década de 10 años cuando finalmente decidió retirarse en 2008. Ese mismo año, Mery ingresa como corresponsal en Bolivia del canal colombiano NT24 que emite su señal desde la ciudad de Bogotá en donde estuvo por cuatro años hasta 2012.  

### Directora de la Agencia de Noticias Fides (2015-2017)
El 14 de septiembre de 2015, Mery Vaca asumió la dirección de la Agencia de Noticias Fides en reemplazo del periodista Rafael Archondo.

### Subdirectora de Página Siete (2017-2021)
El 1 de febrero de 2017 la periodista tarijeña Mery Vaca Villa decidió renunciar a la dirección de la ANF debido a que Página Siete (uno de los más grandes y principales periódicos de Bolivia) le ofreció la subdirección en reemplazo de la periodista Isabel Mercado quien había asumido la dirección en diciembre de 2016.

### Directora de Página Siete (2021-2023)
El 1 de julio de 2021, Mery Vaca asumió la dirección del periódico Página Siete en reemplazo de la periodista Isabel Mercado que estuvo al mando del periódico durante un lapso de tiempo de cuatro años y seis meses desde diciembre de 2016 hasta junio de 2021.
El 9 de octubre de 2022 el periódico regional tarijeño "El País" la incluyó dentro de las 40 mujeres tarijeñas más influyentes y destacables en Bolivia de 2022.